# 述园快阁
述园是中国浙江省湖州市南浔区南浔镇的一座园林，位于南栅南东街便民桥南堍便民路，建于晚清。
述园为南浔镇五大名园（宜园、东园、适园、刘园、觉园）之一，晚清南浔丝商朱瑞莹的私家花园，建于清光绪元年（1875年），小巧精致。“南楼春晓”为浔溪十景之一。1888年朱瑞莹去世，家道中落，述园由丝商梅履正收购。
1949年后，述园被收归国有。现仅存主要建筑快阁为主体的一进庭院，环碧堂等已不存。快阁位于庭院南部，南依毓秀河，东南邻毓秀桥，原为四层，1955年因防台风，拆除上部，只剩两层。快阁雕饰精美，登临不同楼层，可从不同角度欣赏庭院中山石形态俯仰之间的变化。
述园中原有著名的“啸石”，原为阮元所有，后为刘承幹所得，迁至嘉业堂园中。
2008年9月，南浔镇房管所耗资近50万元，对述园快阁进行整体性修复，近半年后，于2009年完成修复。2003年1月20日公布为湖州市文物保护单位。